# Slag bij Mellrichstadt
De slag bij Mellrichstadt (7 augustus 1078) was de eerste veldslag in de Duitse burgeroorlog die ontstond tijdens de Investituurstrijd. Het was een chaotisch verlopen gevecht bij het Beierse plaatsje Mellrichstadt waarvan tegenkoning Rudolf van Rheinfelden als de winnaar wordt beschouwd. Hij wist echter geen politiek voordeel uit deze slag te behalen.
Keizer Hendrik IV probeerde te voorkomen dat zijn tegenstanders Rudolf, uit Zwaben, en Otto I van Northeim, uit Saksen, hun legers zouden verenigen. Rudolf en Hendrik ontmoetten elkaar als eerste op het slagveld waarna het leger van Rudolf al snel op de vlucht sloeg. Op de vlucht werden zijn soldaten en ridders overvallen door de lokale bevolking die de vluchtende troepen uitplunderden. De bisschop van Maagdenburg werd zelfs door hen gedood. Inmiddels was Otto op het slagveld aangekomen. Hij versloeg Hendrik en achtervolgde hem tot Würzburg (stad), waar Hendrik zich verschanste. Op het slagveld zelf versloegen de laatste Saksische troepen onder Frederik van Sommerschenburg de laatste troepen van Hendrik.
Beide koningen waren het slagveld ontvlucht maar het leger van Hendrik had grote verliezen geleden (30 edelen en 5000 man voetvolk) en daarom wordt Rudolf als overwinnaar beschouwd.